# Systeem (wetenschap)
Een systeem is een geheel dat is samengesteld uit kleinere, met elkaar samenhangende, of op elkaar inwerkende componenten, en waarop wetenschappers hun aandacht richten. Door de relaties tussen de componenten vertoont een systeem enige mate van ordening en complexiteit. Het kan daarbij iedere grootte hebben, van een enkel atoom tot het heelal.

## Voorbeelden
Natuurlijke systemen
- Het heelal wordt bestudeerd door de kosmologie.
- Sterrenstelsels worden bestudeerd door de sterrenkunde.
- Het binnenste van de aarde wordt bestudeerd door de geologie.
- Een atoom is een systeem van subatomaire deeltjes, dat wordt bestudeerd door de natuurkunde.
- Na 1850 werd in de warmteleer (thermodynamica) een nadere onderverdeling in open, gesloten en geïsoleerde systemen gedefinieerd voor de studie van natuurlijke verschijnselen. Bepaalde natuurwetten, zoals de wet van behoud van energie, bleken namelijk alleen voor geïsoleerde systemen op te gaan.
- Een (moleculaire) stof is een systeem van moleculen die door cohesie bij elkaar worden gehouden; stoffen worden bestudeerd in de natuur- en scheikunde.
- Een molecuul is een systeem van onderling verbonden atomen, dat wordt bestudeerd in de molecuulfysica en in de scheikunde.
- Een meercellig organisme is een samenhangend geheel van cellen in de biologie, die via intercellulaire communicatie op elkaar inwerken.
- Ecosystemen zijn in de ecologie het geheel van de levensgemeenschappen met hun omgeving. Ecosystemen  bestaan zelf uit kleinere ecosystemen. Ecosystemen zijn weer een onderdeel van grote ecosystemen. Voorbeeld: een heuvellandschap met een stroomdal, beek, moeras en vennetjes
- Een levensgemeenschap is in de ecologie een geheel van met elkaar samenlevende populaties van organismen.

Overige systemen
- Het onderbewuste is een uit meerdere componenten bestaand geheel in de psychologie.
- Een stad is een systeem (samenleving) in de sociologie.
- Het economisch systeem wordt bestudeerd in de economie.
- Verhalen (met onder andere personages, een verteller, handelingen en gebeurtenissen in de literatuur, toneel, filmkunst) worden bestudeerd door de narratologie.
- De Duitse romantische dichtkunst wordt als een geheel bestudeerd door de literatuurwetenschap.

## Geschiedenis
Het begrip "systeem" is van Griekse oorsprong en betekent "samenstelling". In de 17de eeuw werd het begrip ingevoerd als een collectie van geordende concepten, voornamelijk in een filosofische zin. Descartes' "Discours de la Methode" introduceerde een gecoördineerde set van regels om een coherente zekerheid te bereiken. In navolging van Descartes richtten veel filosofen zich op de ontwikkeling van een filosofisch systeem, startend vanuit enige basisstellingen. In de 19de eeuw werden filosofen als Hegel en Fichte systeemdenkers genoemd, ter aanduiding voor hun leer, waarin men zich rekenschap geeft van de samenhang tussen de waargenomen werkelijkheid en het menselijk denken daarover.

Open thermodynamisch systeem

Naast dit "filosofisch systeem" begrip ontstond in de 19de eeuw ook het begrip van een "wetenschappelijk systeem", waarbij 'systeem' duidde op het aandachtsgebied van de onderzoeker of wetenschapper. De Franse fysicus Sadi Carnot was een van de eersten die rond 1825 het concept "systeem" in de natuurwetenschap toepaste, namelijk in zijn bestudering van de thermodynamica. Carnot duidde het water in een stoommachine aan als een "werkende substantie", die in contact kon komen met een boiler, een koeling of een schoepenrad. De Duitse fysicus Rudolf Clausius generaliseerde dit beeld verder door er het concept van een omgeving aan toe te voegen. In de 19de-eeuwse thermodynamica ontwikkelde zich ook reeds het onderscheid in gesloten en open systemen.
Met de opkomst van het systeemdenken zijn er steeds weer nieuwe vormen van systemen gedefinieerd, zoals het complex systeem, adaptief systeem en chaotisch systeem. Verschillende wetenschappelijke disciplines zijn hun kenobjecten in navolging hiervan zelf in termen van systemen gaan definiëren, zoals het ecosysteem in de ecologie en het informatiesysteem in de informatica.

## Specifieke betekenissen
Het begrip systeem is in de wetenschap al enige eeuwen in gebruik in de betekenissen 'leer', 'onderwerp van beschouwing' en 'stelsel', bijvoorbeeld in classificatiesystemen als het Système international (het internationaal stelsel van eenheden) en het periodiek systeem.
De term 'systeem' wordt ook gebruikt in de:
- taxonomie, voor de rangschikking van soorten in hiërarchisch geordende groepen.
- sociale wetenschappen, voor een complex van met elkaar omgaande individuen.
- bedrijfskunde, als hulpmiddel bij het beschrijven en analyseren van organisatieproblemen.
- geologische chronostratigrafie, met een betekenis liggend  tussen eratheen en serie.

Er zijn nog vele andere toepassingen van het begrip systeem: technische, formele en constructivistische. Na 1950 kwam de systeemtheorie op, die ernaar streeft een interdisciplinair wetenschappelijk kader te ontwikkelen voor de beschouwing van systemen, en het systeembegrip verder te ontwikkelen.